# دوري البوسنة والهرسك الممتاز
دوري البوسنة والهرسك الممتاز (بالبوسنية:Premijer liga Bosne i Hercegovine) هي الدرجة الممتازة لكرة القدم في البوسنة والهرسك، ويشارك في الدوري الممتاز 16 أندية. وتم تأسيسه في عام 1992.